# Pteropus tuberculatus
Pteropus tuberculatus is een vleermuis uit het geslacht Pteropus die voorkomt op het eiland Vanikoro in de Santa Cruz-eilanden, het oostelijke deel van de Salomonseilanden. In 1828 werd er voor het eerst een enkel exemplaar gevangen, gevolgd door twaalf exemplaren in de jaren 20 van de 20e eeuw.
P. tuberculatus is een middelgrote, donkerbruine vleerhond. De bovenrug is iets donkerder. De vacht bevat wat zilverkleurige haren. De voorarmlengte bedraagt 112,0 tot 125,0 mm, de tibialengte 49,5 tot 52,0 mm en de oorlengte 18,5 tot 20,2 mm.